# Coscinoecia radiata
Genre
Espèce
Coscinoecia radiata est une espèce fossile d'ectoproctes (anciennement nommés bryozoaires) de la famille des Tretocycloeciidae et de l'ordre des Cyclostomatida.

### Publication originale
- Canu (F.) & Lecointre (G.), 1934 : « Les Bryozoaires Cyclostomes des faluns de Touraine et d'Anjou ». Mémoire de la Société Géologique de France, vol. 9, n. 4, p. 179-215